# Potentiëren
Potentiëren of dynamiseren is, in de klassieke homeopathie, een bereidingswijze van een homeopathisch middel, waarbij een stof herhaaldelijk en opeenvolgend verdund wordt. Volgens de homeopathie zou door te schudden tussen de verdunningen de geneeskracht (de potentie) overgedragen worden op de oplossing. Er is geen enkel wetenschappelijk bewijs voor het bestaan van deze energie of van de overdracht ervan.

## Bereiding
De bereiding begint met het bereiden van een oertinctuur of verwrijving van een vaste stof (zoals lactose). Het verwreven materiaal of de oertinctuur wordt vervolgens vermengd met alcohol en meerdere malen verdund met water en geschud met "intensieve schudslagen". Door het intensieve contact tussen de deeltjes van het middel en de verdunnende stof zou de kracht van het middel overgedragen worden aan de verdunnende stof; de energie (potentie) van het middel wordt aldus bij elke trap systematisch opgevoerd. Er zijn verschillende termen voor deze veronderstelde geneeskrachtige energie in de homeopathie: potentie, dynamisatie, energie-signatuur of ziel van de oertinctuur.

## Verdunning
De potentie is afhankelijk van de gebruikte potentiëringsmethode. Deze worden uitgedrukt in de verdunning (met een letter) en het aantal herhalingen daarvan (met een getal). Tussen iedere herhaling vindt er een potentiëringsslag plaats. Deze potentiëringsmethodes staan beschreven in een homeopathische farmacopee.

### Verdunningsreeks
De verdunning wordt uitgedrukt in een reeks. Voor het potentiëren bestaan verschillende reeksen: 
- de D-reeks (1 op 10) -- decimale reeks
- de DH-reeks (1 op 10) -- decimale reeks volgens Hahnemann
- de C-reeks (1 op 100) -- centesimale reeks
- de CH-reeks (1 op 100) -- centesimale reeks volgens Hahnemann
- de K-reeks (1 op 100) -- centesimale reeks volgens Semyon Korsakov
- de M-reeks (1 op 1000)
- de LM-reeks (1 op 50.000), wordt ook wel Q-potenties genoemd.

Aan deze verdunningsreeksen worden verschillende werkingen toegeschreven. Homeopaten nemen aan dat de lagere potenties eerder een werkingssfeer in het fysieke lichaam hebben en de hogere potenties "de psyche" raken. De potentie van homeopathische geneesmiddelen wordt in Nederland opgegeven met D (Decimale verdunningen) of met een C (centesimale verdunningen) gevolgd door een getal.

#### Korsakov-methode
Bij de Korsakov-methode (K) wordt voor alle stappen dezelfde fles gebruikt, wat verschilde van de methode van Hahnemann die bij elke stap een nieuwe fles nam.
Een door Semyon Korsakov ontworpen apparaat werd gebruikt om het verdunnen en schudden volledig automatisch uit te voeren. Een op deze wijze bereid middel wordt geacht gelijk te zijn aan de C-reeks, maar krijgt de toevoeging K in plaats van C, bijvoorbeeld 200K.

### Herhalingsstappen
Het aantal herhalingen (ook wel verdunningsstappen genoemd) wordt aangegeven met een getal. Bijvoorbeeld, een middel met de potentie D6, heeft zes maal een decimale verdunningsstap ondergaan en is dus 106 maal gedynamiseerd.
Er wordt vaak een indeling gemaakt naar potentie, onderverdeeld in reeksen: Ø, D1, D2, D3, D4 en D6 heten lage potenties, D8 en D12 heten middelhoge potenties en D30, D60, D100, D200, D400, D500 en D1000 heten hoge potenties. Om een indruk te krijgen: D10 komt overeen met een druppel (1/20 ml) in een zwembad; D20 met een paar druppels in de Noordzee (alleen zijn die niet stap voor stap gedynamiseerd).

## Kritiek
Volgens de huidige stand van de natuurwetenschap zorgt potentiëren ervoor dat een oplossing geen werkzame stof meer bevat en daardoor geen geneeskracht kan hebben.
Er bestaan vele theorieën die de eigenschappen van stoffen en allerlei verschijnselen die we waarnemen kunnen verklaren. Denk hierbij aan atoomtheorieën die kleur, structuur, fasetoestand, chemische reactiviteit, of interactie met het menselijk lichaam (zowel toxicologisch, geneeskundig, als voedingskundig) verklaren. Belangrijkste vereiste voor al deze theorieën is dat de betreffende stof aanwezig moet zijn. Al deze eigenschappen worden namelijk bepaald door interacties tussen atomen binnen een molecuul en tussen aanwezige moleculen.
Sommige oplossingen zijn zo sterk verdund, dat het zeer onwaarschijnlijk is dat er ook maar een enkel molecuul van de oorspronkelijke werkzame stof aanwezig is in een dosis van de oplossing. De verdunning waarbij die grens wordt overschreden is afhankelijk van de oorspronkelijke hoeveelheid van de opgeloste stof en van de grootte van de dosis, maar om een idee te geven: in een druppel water zitten ongeveer 2 × 1021 moleculen. Stel dat men een druppel oertinctuur met 1021 moleculen oplost in 100 ml water. Bij elke D-verdunning blijft er tien procent over van het oorspronkelijke aantal moleculen. Bij D21 is het aantal moleculen dusdanig verminderd dat er waarschijnlijk nog maar één molecuul van de oorspronkelijke oertinctuur over is (het werkelijke aantal hangt af van de verdeling van de moleculen in de oplossing en de manier van verdunnen. Het kan zo zijn dat het laatste molecuul al bij eerdere verdunningen is verdwenen, of dat er nog extra moleculen overblijven). Bij elke volgende D-verdunning is de kans 9/10 dat het laatste molecuul uit de oplossing verdwijnt. Bij D23 is de kans dus 1/100 nog een molecuul aan te treffen en bij D30 nog maar 10−9.
| D-reeks | C-reeks | verhouding | Opmerking |
| ------- | ------- | ---------- | --- |
| 1D      | —       | 1:10       | |
| 2D      | 1C      | 1:100      | |
| 6D      | 3C      | 10−6       | |
| 8D      | 4C      | 10−8       | Aanvaardbare concentratie arseen in het drinkwater van de Verenigde Staten. |
| 12D     | 6C      | 10−12      | Zelfde concentratie als één druppel in 25 Olympische zwembaden. |
| 24D     | 12C     | 10−24      | Er is 60 procent kans dat de verdunning één enkele molecuul van de oorspronkelijke stof bevat als men begon met één mol van die stof. |
| 60D     | 30C     | 10−60      | Verdunning aanbevolen door Hahneman voor de meeste doeleinden; een dergelijke verdunning is een even grote verdunning als 1 molecule actieve stof in 20 biljoen keer de inhoud van alle oceanen.De kans dat er dus één molecule actieve stof zit in een flesje homeopathisch middel van dergelijke verdunning is dus verwaarloosbaar. |
| 80D     | 40C     | 10−80      | Dezelfde verdunning als ongeveer 1 molecule in het observeerbare heelal (het heelal bestaat uit zo’n 1080atomen). |
| 400D    | 200C    | 10−400     | Verdunning van het veelgebruikte homeopathisch middel Oscillococcinum. |

Volgens de homeopathische leer zou dat niet erg zijn, omdat de werking van de oertinctuur zou worden overgedragen op het oplosmiddel middels de schudbeweging. De schudbeweging zou de energie (potentie) van het oertinctuur overdragen op de stof. Een dergelijke potentie is niet meetbaar of waarneembaar. Daarnaast is er ook geen enkel verschijnsel bekend dat een dergelijke energie zou kunnen veroorzaken of dat het gevolg zou kunnen zijn van deze energie. Nu is wel bekend dat schudden diffusie kan versnellen, golven kan veroorzaken of de oplossing een beetje opwarmt. Ook kan er door schudden soms een chemische reactie plaatsvinden waardoor andere stoffen van eigenschappen veranderen. Ook hiervoor is het van belang dat alle stoffen die invloed hebben op deze processen aanwezig moeten zijn in de oplossing. Op het moment dat de stof afwezig is, kan deze geen invloed meer hebben op de oplossing.
Analogisch gezien zou potentiëren behalve op de oertinctuur ook op andere stoffen in de oplossing moeten werken. Het water en/of de alcohol waarmee men de oplossingen verdunt bevat van nature kleine hoeveelheden vervuiling (contaminatie). Zelfs zeer zuiver water of alcohol bevat nog miljarden moleculen van allerlei stoffen met een veronderstelde homeopathische werking. Deze zouden door het potentiëren ook hun energie door kunnen geven op het oplosmiddel. Hierdoor wordt het effect van potentiëren onvoorspelbaar, omdat je nooit precies weet hoe het oplosmiddel gecontamineerd is. De vraag is of het mogelijk is om selectief te potentiëren en zo ja, hoe dan? Vanuit de homeopathie is hier geen verklaring voor.
Het gebrek aan statistisch bewijs voor potentiëren en de logische inconsistenties die daaruit voortvloeien zijn enkele van de redenen waarom homeopathie door de gevestigde medische wetenschap als kwakzalverij beschouwd wordt.